# Finale della Coppa dei Campioni 1967-1968
La finale della 13ª edizione di Coppa dei Campioni è stata disputata il 29 maggio 1968 al Wembley Stadium di Londra tra Manchester Utd e Benfica. All'incontro hanno assistito oltre 92 000 spettatori. La partita, arbitrata dall'italiano Concetto Lo Bello, ha visto la vittoria per 4-1, ai tempi supplementari, del club inglese.

## Le squadre
| Squadre        | Partecipazioni precedenti (il grassetto indica la vittoria) |
| -------------- | ----------------------------------------------------------- |
| Manchester Utd | Nessuna                                                     |
| Benfica        | 4 (1961, 1962, 1963, 1965)                                  |

## Il cammino verso la finale

Eusébio impegna il portiere Anzolin nella semifinale di ritorno tra Benfica e Juventus.

Il Manchester Utd di Matt Busby esordì contro i maltesi dell'Hibernians che sconfissero con un risultato aggregato di 4-0. Agli ottavi di finale gli jugoslavi del Sarajevo furono sconfitti al ritorno 2-1 dopo che l'andata si concluse a reti inviolate. Ai quarti i Red Devils affrontarono i polacchi del Górnik Zabrze, sconfiggendoli all'andata 2-0 e rischiando la beffa, perdendo 1-0 in Polonia. In semifinale affrontò gli spagnoli del Real Madrid. Il match d'andata all'Old Trafford fu vinto dagli inglesi per 1-0 e il retour match in un Santiago Bernabéu tutto esaurito finì 3-3, con i Blancos in vantaggio di due reti fino al 73º.
Il Benfica di Otto Glória iniziò il cammino europeo contro i nordirlandesi del Glentoran, che sconfissero a sorpresa solo grazie alla regola dei gol fuori casa in virtù dello 0-0 casalingo e dell'1-1 di Belfast. Agli ottavi i francesi del Saint-Étienne persero 2-0 la gara d'andata e non bastò l'1-0 del ritorno per battere i lusitani. Ai quarti di finale gli ungheresi del Vasas si arresero al da Luz per 3-0. In semifinale gli italiani della Juventus persero sia all'andata che al ritorno rispettivamente coi risultati di 2-0 e 1-0.

## La partita
A Londra va in scena la finale tra i pluricampioni del Benfica e il Manchester United, squadra rifondata dopo il tragico disastro aereo di Monaco di Baviera. La gara si accende nel secondo tempo quando Bobby Charlton porta in vantaggio i suoi. A undici minuti dalla fine Jaime Graça rimanda i festeggiamenti dei Red Devils a dopo i tempi supplementari. Infatti nel prolungamento gli uomini di Matt Busby dilagano con tre gol in sei minuti ad opera di George Best, Brian Kidd e ancora Charlton. Si è trattato della prima vittoria di una squadra inglese.

## Tabellino
| Arbitro: | Concetto Lo Bello |

|                                    |           |           |
| Charlton 53’ 99’ Best 92’ Kidd 94’ | Marcatori | 79’ Graça |

| Manchester Utd | Benfica |

| MANCHESTER UNITED: |    |                |
|                    |    |                |
| P                  | 1  | Alex Stepney   |
| D                  | 2  | Shay Brennan   |
| C                  | 3  | Nobby Stiles   |
| D                  | 4  | Bill Foulkes   |
| D                  | 5  | Tony Dunne     |
| C                  | 6  | Pat Crerand    |
| A                  | 7  | George Best    |
| D                  | 8  | David Sadler   |
| C                  | 9  | Bobby Charlton |
| A                  | 10 | Brian Kidd     |
| A                  | 11 | John Aston     |
| Allenatore:        |    |                |
| Matt Busby         |    |                |

| BENFICA:    |    |                         |     |
|             |    |                         |     |
| P           | 1  | José Henrique           |     |
| D           | 2  | Adolfo Calisto          |     |
| D           | 3  | Humberto Fernandes      | 20’ |
| D           | 4  | Jacinto Santos          |     |
| D           | 5  | Fernando Cruz           |     |
| C           | 6  | Jaime Graça             |     |
| C           | 7  | Mário Coluna            |     |
| C           | 8  | José Augusto de Almeida |     |
| A           | 9  | José Augusto Torres     |     |
| A           | 10 | Eusébio                 |     |
| A           | 11 | António Simões          |     |
| Allenatore: |    |                         |     |
| Otto Glória |    |                         |     |